# Psoou
La rivière Psoou, en russe : Псо́у, en abkhaze: Ҧсоу, en anglais Psou, est une petite rivière du Caucase de l'Ouest dont tout le cours de 57 kilomètres borde la frontière de la Russie avec la république d'Abkhazie, pays ayant proclamé son indépendance sans la reconnaissance de la Géorgie (dont il s'est séparé en 1992) et de l'ONU. La Géorgie n'exerce aucun contrôle sur cette frontière.

## Géographie
La rivière prend sa source à environ 2 730 m d'altitude entre les pics Aïoumga et Atejerta à l'est du mont Aguespa (3 256 m). Elle prend la direction de l'ouest nord-ouest, puis dessine une courbe vers le sud-ouest après la chute d'Arkva Psoou pour se diriger vers la mer Noire où elle se jette à huit kilomètres à l'est du centre-ville d'Adler. Ses premiers vingt-huit kilomètres traversent une vallée étroite avec diverses chutes d'eau, dont la limite méridionale est formée par les monts de Gagra. Ses principaux affluents sont la Pkhista et la Bech.
Les monts qui forment la vallée sont d'origine volcanique, granitique et calcaire. Ils sont couverts d'une végétation dense faite de bosquets de pins, de sapins, de hêtres, de chênes verts, etc. Des vignobles sont cultivés sur les coteaux bordant la rivière. Le Psoou demi-doux est l'un des vins blancs abkhazes de qualité.
La ville de Sotchi qui se trouve plus au nord-ouest de l'embouchure a accueilli les jeux olympiques d'hiver de 2014. Sa frontière municipale inclut l'embouchure et les derniers kilomètres du cours de la rivière, Adler faisant partie du Grand Sotchi. L'aéroport international de Sotchi se trouve sur le territoire d'Adler.

## Source
- (de) Cet article est partiellement ou en totalité issu de l’article de Wikipédia en allemand intitulé « Psou (Fluss) » (voir la liste des auteurs).